# Stationnement en France

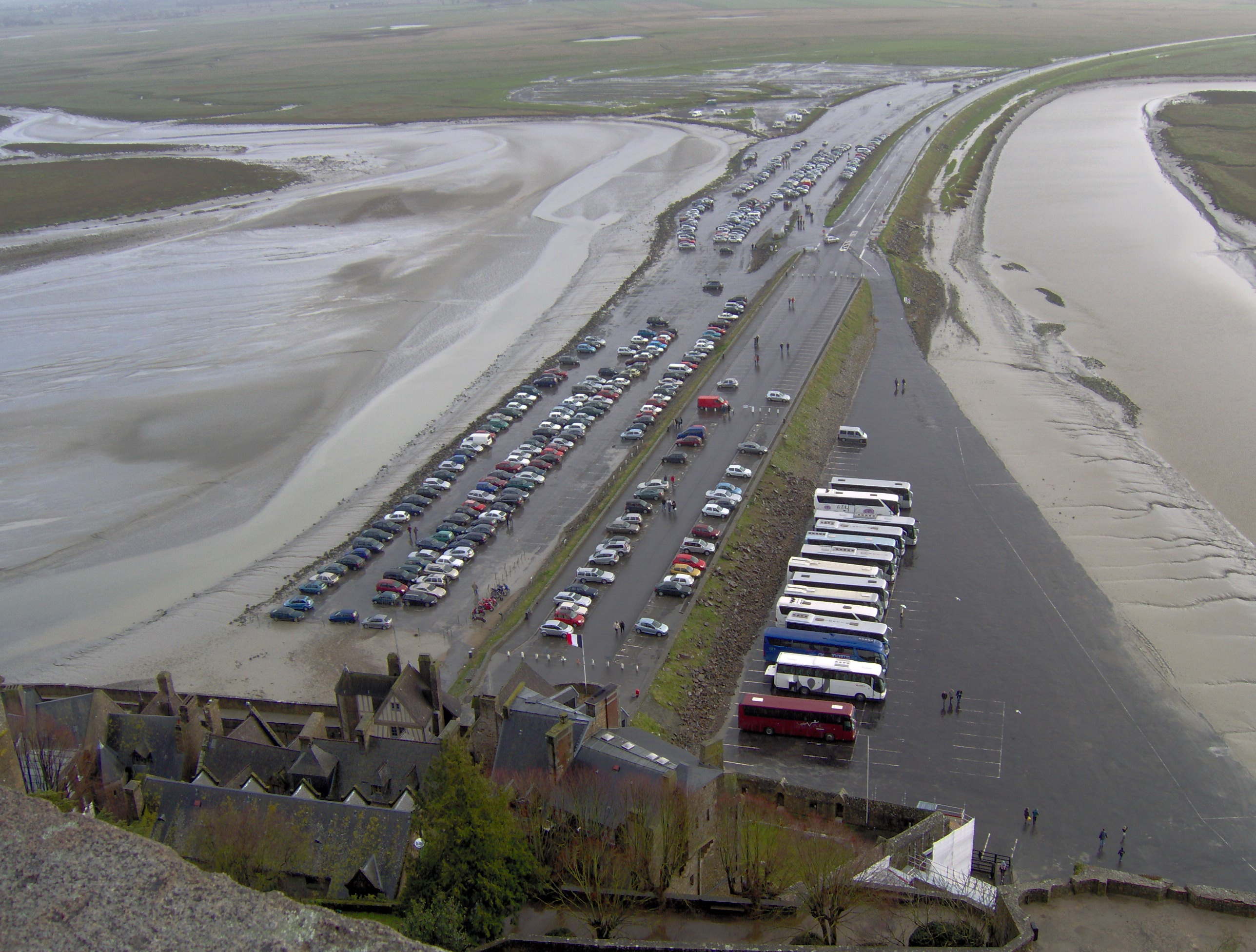
Ancien parc de stationnement du Mont-Saint-Michel en France

Cet article décrit les principales règles d'arrêt et de stationnement sur la voirie publique en vigueur en France.
Pour les autres sujets relatifs au stationnement en France comme :
- la signalisation horizontale sur les stationnements privés et publics : voir marquage du stationnement en France
- le moyen qui permet de réguler le déséquilibre entre l'offre et la demande de stationnement sur la voie publique : voir gestion du stationnement

Les principales règles de stationnement sur la voirie publique en vigueur en France se basent d'une part sur les règles globales de la législation, d'autre part sur les dispositions spécifiques dont la loi prévoit les modalités.

## Histoire et évolutions
D'ici 2026, le stationnement est en train d'être réduit sur les cinq mètres en amont des passages piétions pour lutter contre les masques à la visibilité.

## Définition de l'arrêt et du stationnement
L'arrêt est l'immobilisation momentanée du véhicule pour permettre le chargement ou le déchargement de celui-ci, le conducteur restant à proximité et en mesure de déplacer le véhicule.
Le stationnement regroupe toute opération d'immobilisation du véhicule n'entrant pas dans la définition de l'arrêt. Ainsi, le fait de rester au volant d'un véhicule immobilisé sans opération de chargement en cours, par exemple pour attendre quelqu'un, constitue un stationnement et non un arrêt.

## Base législative

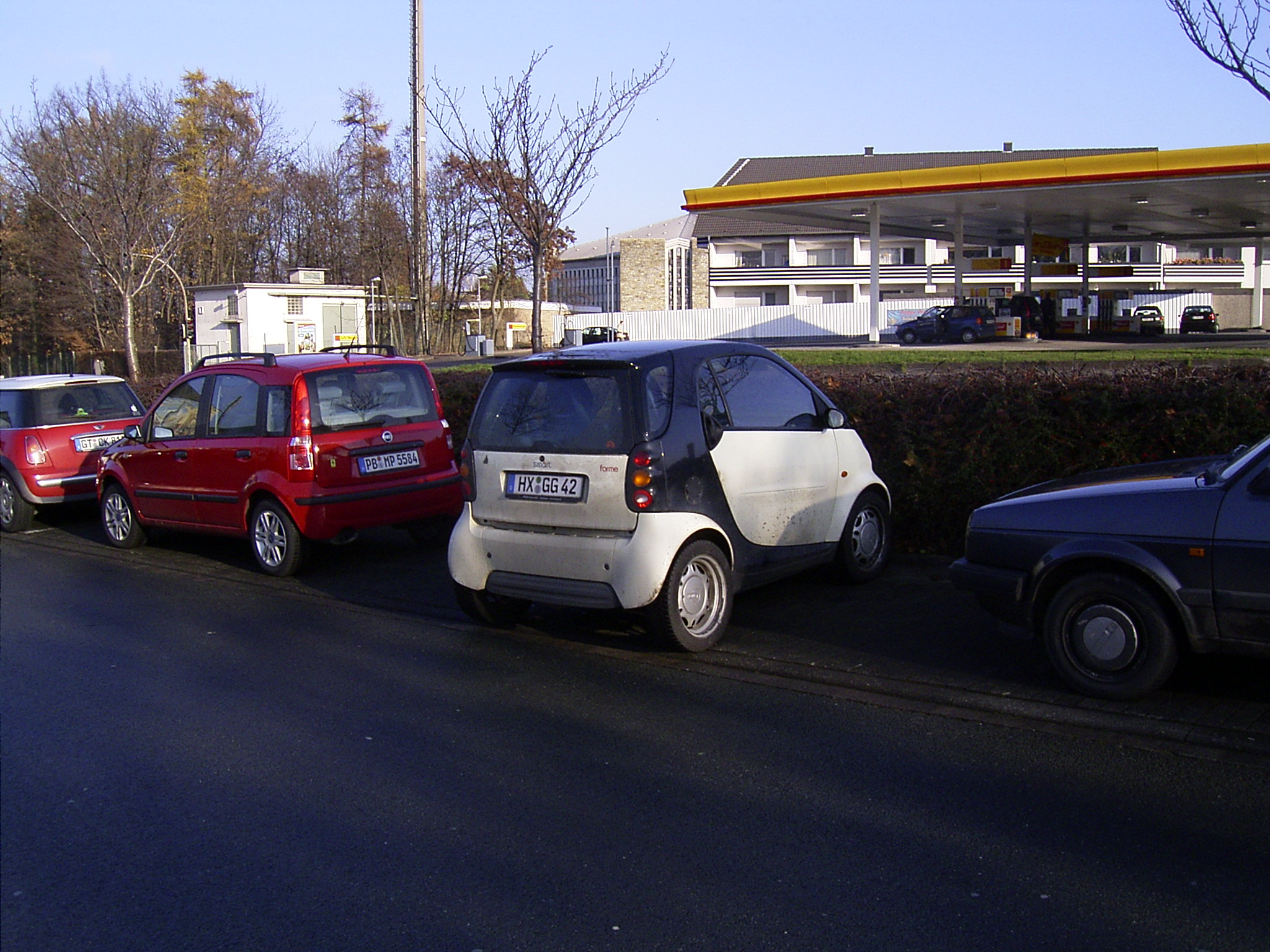
Un tel stationnement n'est pas autorisé en France.

En France, les règles de stationnement prennent leur source dans le chapitre VII (Arrêt et stationnement) des dispositions générales sur l'usage des voies, dans le livre IV de la partie réglementaire du code de la route, qui constitue un élément de la législation nationale.
Ce chapitre sur l'arrêt et le stationnement aborde d'une part les dispositions générales qui sont sujettes aux sanctions de première classe (les moins lourdes), d'autre part les arrêts et stationnements dangereux, gênants et très gênants depuis 2015, soumis à des sanctions plus lourdes.

### Dispositions générales

#### Sens du stationnement
Le code de la route prévoit qu'en agglomération tout véhicule à l'arrêt ou en stationnement doit être placé par rapport au sens de la circulation selon les règles suivantes.
- Pour les chaussées à double sens, sur le côté droit de celles-ci[6] ;
- Pour les chaussées à sens unique, sur le côté droit ou gauche[6].

L'arrêt ou le stationnement doit s'effectuer sur l'accotement s'il est praticable et s'il n'est pas réservé à certaines catégories d'usagers; à défaut, il doit s'effectuer sur la chaussée.
Le stationnement sur trottoir, piste ou bande cyclable, ou autre emplacement gênant la circulation des piétons est interdit.
Le code de la route prévoit également que ces dispositions peuvent être modifiées par le pouvoir investi de l'autorité de police (en général la commune).

#### Hors agglomération
Il est possible de stationner ou s'arrêter sur les accotements (sauf si la signalisation horizontale — ligne continue — l'interdit). Attention, si la route est à sens unique, tout conducteur ne doit ni s'arrêter ni stationner sur l'accotement en faisant demi-tour, car il serait alors verbalisable pour circulation en sens interdit. Il est aussi possible de stationner ou de s'arrêter dans les emplacements prévus à cet effet sur les grandes routes. Si on ne peut faire autrement que stationner ou s'arrêter hors de la chaussée (le plus souvent en cas d'urgence), il faut dans ce cas-là le faire dans le sens de la circulation en serrant le plus possible le bord droit de la chaussée si celle-ci est à double sens, ou en serrant le plus possible le bord droit ou gauche de la chaussée si celle-ci est à sens unique. Le code de la route prévoit également que ces dispositions peuvent être modifiées par le pouvoir investi de l'autorité de police (en général la commune).

#### Sécurité du stationnement
L'arrêt ou le stationnement d'un véhicule empiétant sur un passage prévu à l'intention des piétons est interdit.
Il est interdit à tout occupant d'un véhicule à l'arrêt ou en stationnement d'ouvrir une portière lorsque cette manœuvre constitue un danger pour lui-même ou les autres usagers.
Tout conducteur ne doit s'éloigner du lieu de stationnement de son véhicule qu'après avoir pris les précautions utiles pour prévenir tout risque d'accident du fait de son absence.

### Stationnement dangereux et stationnement gênant ou très gênant
En France, le code de la route distingue les arrêts et stationnements dangereux des arrêts et stationnements gênant ou très gênant.
« Tout arrêt ou stationnement dangereux est puni de l'amende prévue pour les contraventions de la quatrième classe ».
Le fait est considéré comme dangereux, si la visibilité est insuffisante, le stationnement à proximité d'une intersection, d'un virage, d'un sommet de côte ou d'un passage à niveau.
« Tout arrêt ou stationnement gênant (...) est puni de l'amende prévue pour les contraventions de la deuxième classe » ou « de la quatrième classe ».
Les cas gênants sont énumérés par la loi.
Pour une amende de quatrième classe, les principales situations gênantes sont :
- sur les trottoirs, les passages piétons, les pistes et bandes cyclables et autres voies réservées ;
- emplacements réservés pour personne handicapée, GIG et GIC et emplacements réservés aux véhicules de transport de fonds.

Pour une amende de seconde classe, les principales situations gênantes sont :
- lorsqu'il oblige les autres usager à franchir une ligne continue ;
- sur les ponts et sous les tunnels ;
- lorsqu'il cache un panneau ;
- devant une entrée carrossable ;
- double file, sauf cycles à deux roues.

Il est interdit de stationner ou de s'arrêter devant une borne à incendie, afin de ne pas gêner l'accès aux secours en cas de besoin.
Il est permis de s'arrêter brièvement le temps de permettre à un passager de monter ou de descendre de votre voiture, à condition que vous restiez au volant et que votre arrêt n'ait pas lieu dans un endroit dangereux (carrefour, virage…).
Un stationnement mortel peut entrainer une condamnation de six mois de prison pour homicide involontaire.

### Stationnement abusif
Les véhicules laissés en stationnement en un même point de la voie publique ou de ses dépendances pendant une durée excédant sept jours consécutifs, couramment appelés « ventouses », sont considérés comme en stationnement abusif et peuvent être mis en fourrière.
Les véhicules laissés sans droit sur des terrains privés peuvent être enlevés par les forces de l'ordre après mise en demeure infructueuse de retirer le véhicule dans le délai de huit jours

### Sanctions
Le loi sanctionne un stationnement illicite d'une amende prévue pour une contravention de première, deuxième ou quatrième classe suivant l'infraction.
Pour un stationnement dangereux ou gênant, les autres sanctions possibles sont :
- Réduction de trois points du permis de conduire[23].
- Suspension du permis de conduire[23].
- Immobilisation et la mise en fourrière[23].

La perception de ces amendes pénales est du ressort de l'État.
La loi MAPTAM du 27 janvier 2014 a prévu dans le cadre de l'acte III de la décentralisation, la décentralisation et dépénalisation du stationnement payant sur voirie à compter du 1er janvier 2018. Ainsi, les manquements aux règles du stationnement payant ne seront plus sanctionnés par des amendes pénales mais feront l'objet de redevances forfaitaires d'occupation du domaine public appelés « forfaits de post-stationnement », dont les montants seront fixés par les collectivités territoriales concernées, souvent les communes (conseils municipaux).

## Dispositions spécifiques
La loi (le code de la route) donne les règles valables nationalement.
Dans certaines communes des éléments tels que le trafic où la disposition des lieux nécessitent des dispositions particulières. Ceci est prévu par la loi qui donne à l'autorité compétente, le pouvoir de préciser les lieux où des règles sont adaptées.
Ces décisions sont généralement prises par le maire ou l'autorité de police municipale au travers d'un arrêté. Les usagers de lieux en ont connaissance au travers de la signalisation.

### Stationnement interdit

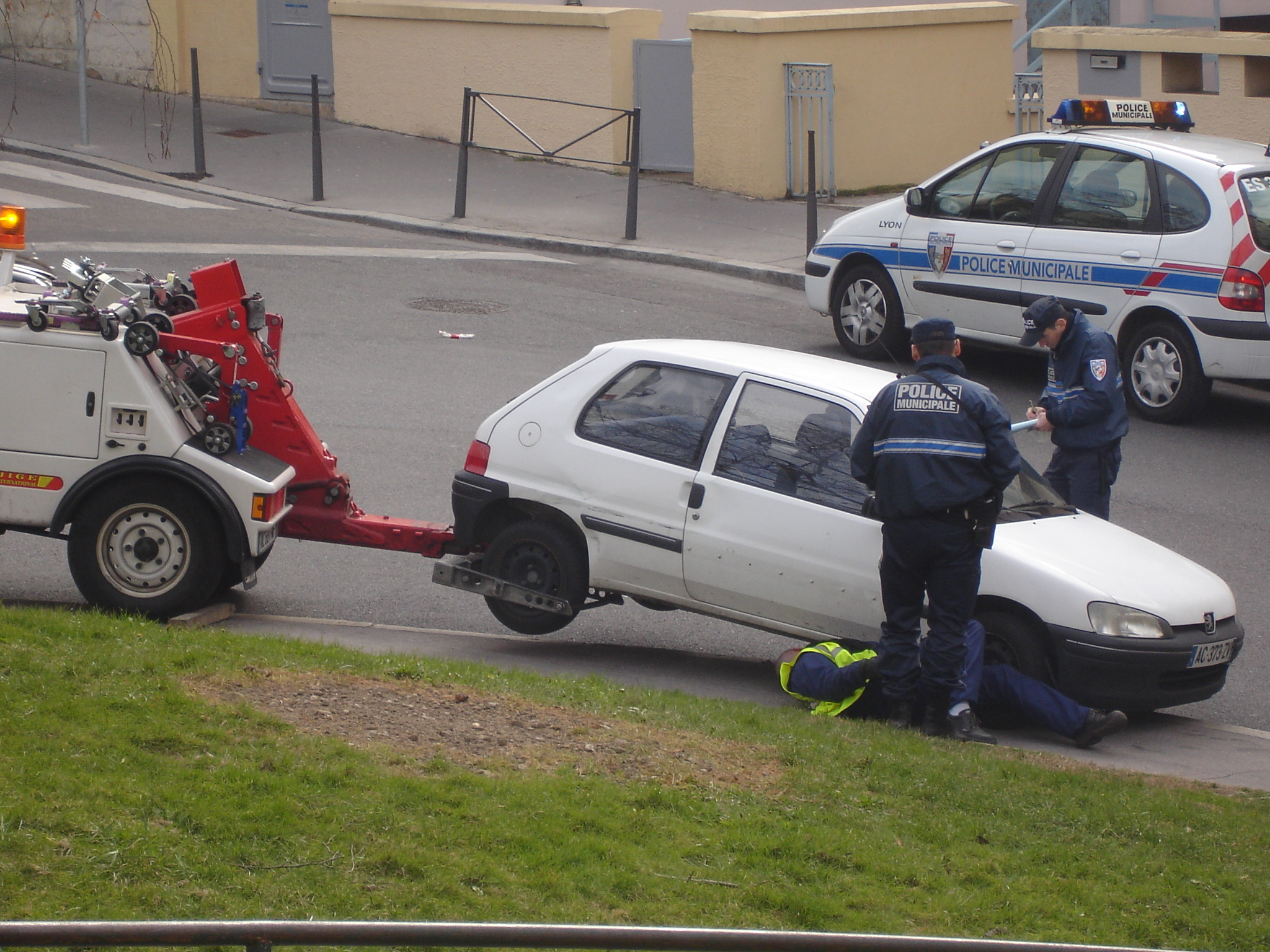
Enlèvement d'un véhicule.

La stationnement gênant est passible d'une immobilisation, d'une mise en fourrière ou d'une contravention de la quatrième classe.
Les cas dans lesquels le stationnement est considéré comme gênant sont précisés dans la section 2 (Arrêt ou stationnement dangereux, gênant ou abusif) du chapitre VII (Arrêt et stationnement) des dispositions générales sur l'usage des voies, dans le livre IV de la partie réglementaire du code de la route.
La loi permet en particulier au maire (à l'autorité de police municipale) de déclarer (par arrêté) gênant le stationnement à titre permanent ou pour tout ou partie de l'année, sur une ou plusieurs voies de circulation de l'agglomération.
Le stationnement gênant peut être signalé à l'aide d'un panneau d'interdiction de stationner.

#### Prescription ponctuelle
Lorsque l'interdiction ne concerne qu'une rue ou plusieurs rues prises individuellement, une signalisation spécifique est mise en place sur chaque rue concernée. L'interdiction court du début du panneau jusqu'à la prochaine intersection ou jusqu'à la fin de prescription.
Les panneaux utilisés, codifiés B6a1 et B6d, sont les suivants :

#### Prescription zonale
Lorsque l'interdiction concerne toutes les rues d'une zone donnée, on parle de prescription zonale. L'interdiction court du début du panneau zonal jusqu'au panneau de sortie de zone et concerne toutes les routes situées dans la zone. Ainsi le panneau n'a pas à être répété après chaque intersection.
Les panneaux utilisés, codifiés B6b1, B6b2, B50a et B50b sont les suivants :

### Stationnement unilatéral alterné
Le stationnement unilatéral alterné consiste à n'autoriser le stationnement que d'un côté de la voie, en alternance selon la période du mois. Il appartient au maire d'instituer une telle réglementation. Elle peut être prise à titre permanent ou seulement pour une partie de l'année, et sur une ou plusieurs voies de circulation de l'agglomération.
Le changement de côté s'opère le dernier jour de chacune de ces deux périodes entre 20 h 30 et 21 heures.
Cette réglémentation tend à disparaître et ne subsiste que dans de petites agglomérations.

#### Prescription ponctuelle
Lorsque l'interdiction ne concerne qu'une rue ou plusieurs rues prises individuellement, une signalisation spécifique est mise en place sur chaque rue concernée. L'interdiction court du début du panneau jusqu'à la prochaine intersection ou jusqu'à la fin de prescription.

Les panneaux utilisés, codifiés B6a2 et B6a3, sont les suivants :
L'interdiction porte sur le côté où est apposé le panneau.
On notera qu'il n'est pas question de numéros pairs ou impairs de la voie dans ce type de panneaux.

#### Prescription zonale
Lorsque l'interdiction concerne toutes les rues d'une zone donnée, on parle de prescription zonale. L'interdiction court du début du panneau zonal jusqu'au panneau de sortie de zone et concerne toutes les routes situées dans la zone. Ainsi le panneau n'a pas à être répété après chaque intersection.
Le principe est le suivant :
- Du 1er au 15 de chaque mois, le stationnement est autorisé du côté des numéros impairs des immeubles bordant la rue ;
- Du 16 au dernier jour du mois, le stationnement est autorisé du côté des numéros pairs.

Moyen mnémotechnique : regarder la première valeur du paneau. 1 est impair donc numéros impairs des habitations du 1 au 15 et 16 est pair donc numéros pairs des habitations du 16 au 31.
Les panneaux utilisés, codifiés B6b1, B6b2, B50a et B50b sont les suivants :

Entrée d'une zone à stationnement unilatéral à alternance semi-mensuelle
Sortie d'une zone à stationnement unilatéral à alternance semi-mensuelle

### Limitation dans la durée

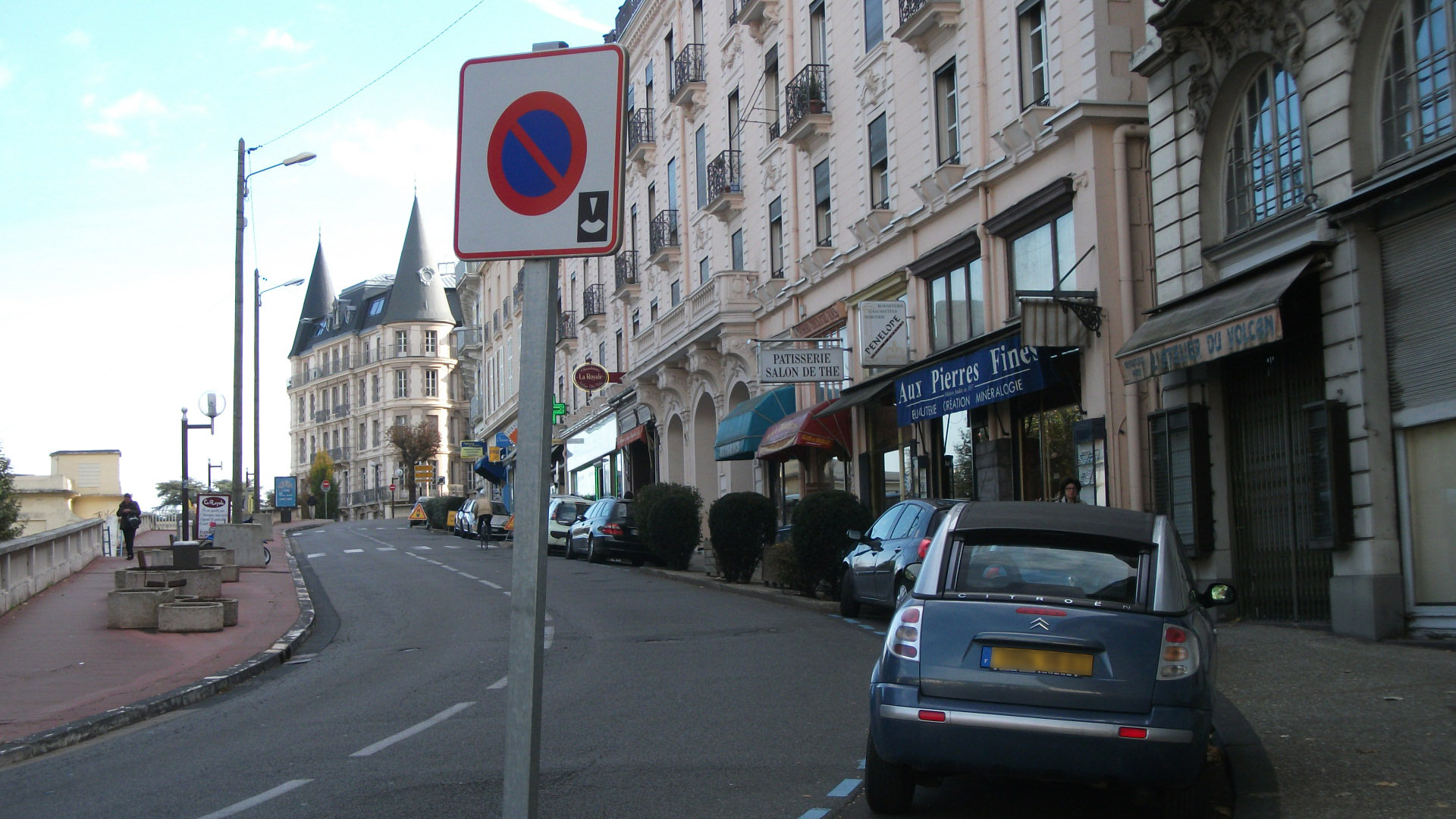
Entrée d’une zone à stationnement de durée limitée

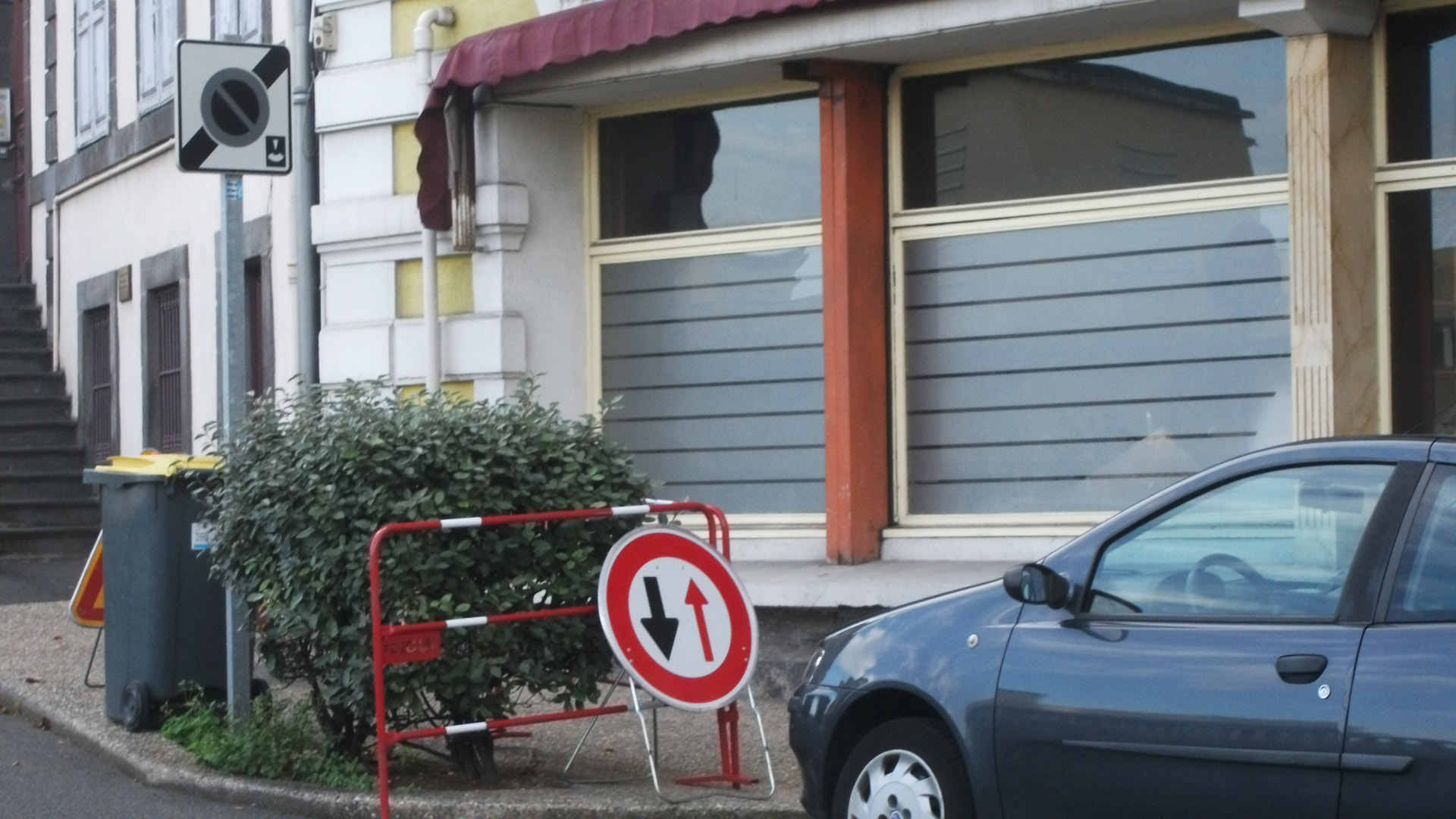
Sortie d’une zone à stationnement de durée limitée

Au-delà de la limitation de durée de sept jours ou moins qui caractérise un stationnement ininterrompu abusif,
l'utilisation d'un disque peut-être nécessaire dans certains cas:
Le maire peut décider, par voie d'arrêté, de limiter la durée du stationnement à l'intérieur de tout ou partie de l'agglomération. Les conducteurs doivent alors apposer un disque de stationnement à l'avant de leur véhicule en stationnement et sur la face interne ou à proximité immédiate du pare-brise, si celui-ci en est muni, de manière à pouvoir être, dans tous les cas, facilement consulté, sans que le personnel affecté à la surveillance de la voie publique ait à s'engager sur la chaussée.
Les caractéristiques du disque de stationnement ayant été modifiées en 2007 pour être en cohérence avec la recommandation européenne de 1979, les panneaux de prescription zonale ont eux-mêmes été modifiés en 2008 avec la représentation du nouveau dispositif.

Les nouveaux signaux réglementaires
Entrée d'une zone à stationnement de durée limitée
Entrée d'une zone à stationnement unilatéral à alternance semi-mensuelle et à durée limitée
Sortie d'une zone à stationnement de durée limitée
Sortie d'une zone à stationnement unilatéral à alternance semi-mensuelle et à durée limitée

#### «Arrêt minute»

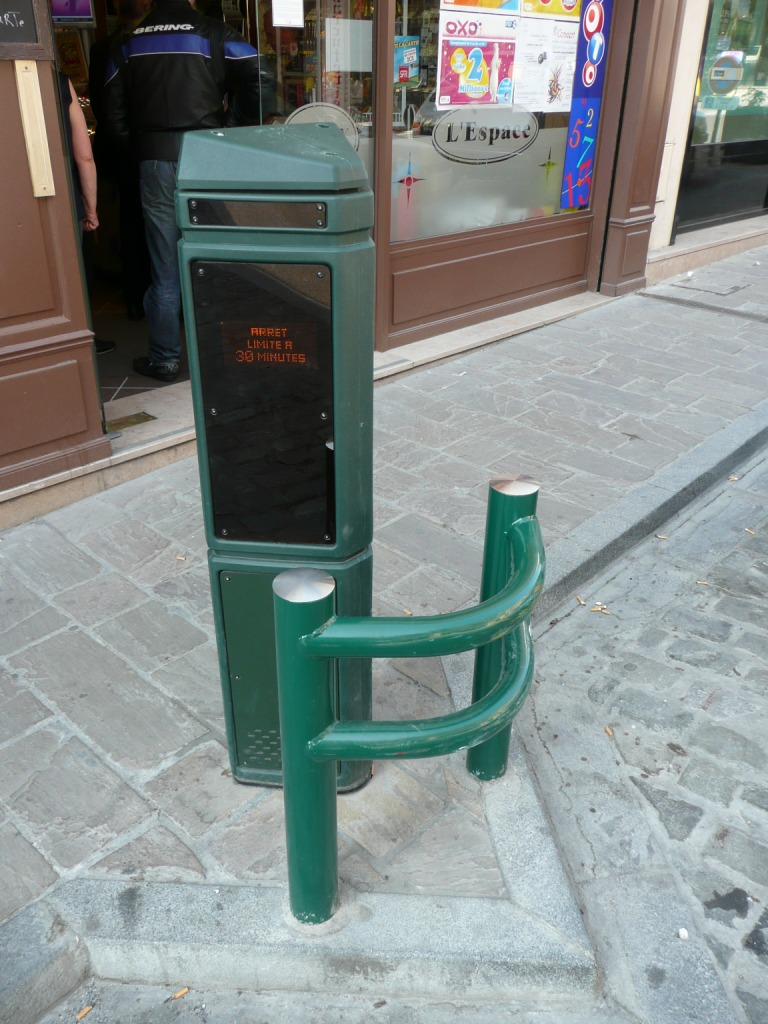
Un exemple de borne Arrêt Minute

Il existe également des emplacements réservés aux arrêts de très courte durée (généralement comprises entre 15  et   30 minutes). Ces « arrêts minute » sont soit matérialisés au sol par une signalétique peinte au sol, soit supervisés par des dispositifs électroniques. Cette dernière solution, quoique plus onéreuse se révèle nettement plus efficace quant au respect de ces emplacements. Dans la pratique, un détecteur fixé au sol prévient de l'arrivée d'un véhicule, puis un afficheur indique alors le temps restant. En cas de dépassement, la borne préviendra alors le personnel chargé de la gestion du stationnement d'un dépassement par l'envoi d'un SMS ou d'un mail. Ce dispositif permet donc d'obtenir un nombre important de « rotations » des véhicules (plus de cinquante rotations observées dans certains cas). À noter que certains « arrêts minute » peuvent être réservés aux livraisons à certaines heures de la journée.

### Stationnement payant
Le maire peut instituer un stationnement payant. Il est matérialisé sur le terrain par les panneaux suivants, codifiés B6b4 et B50d.

#### Types de paiement du stationnement

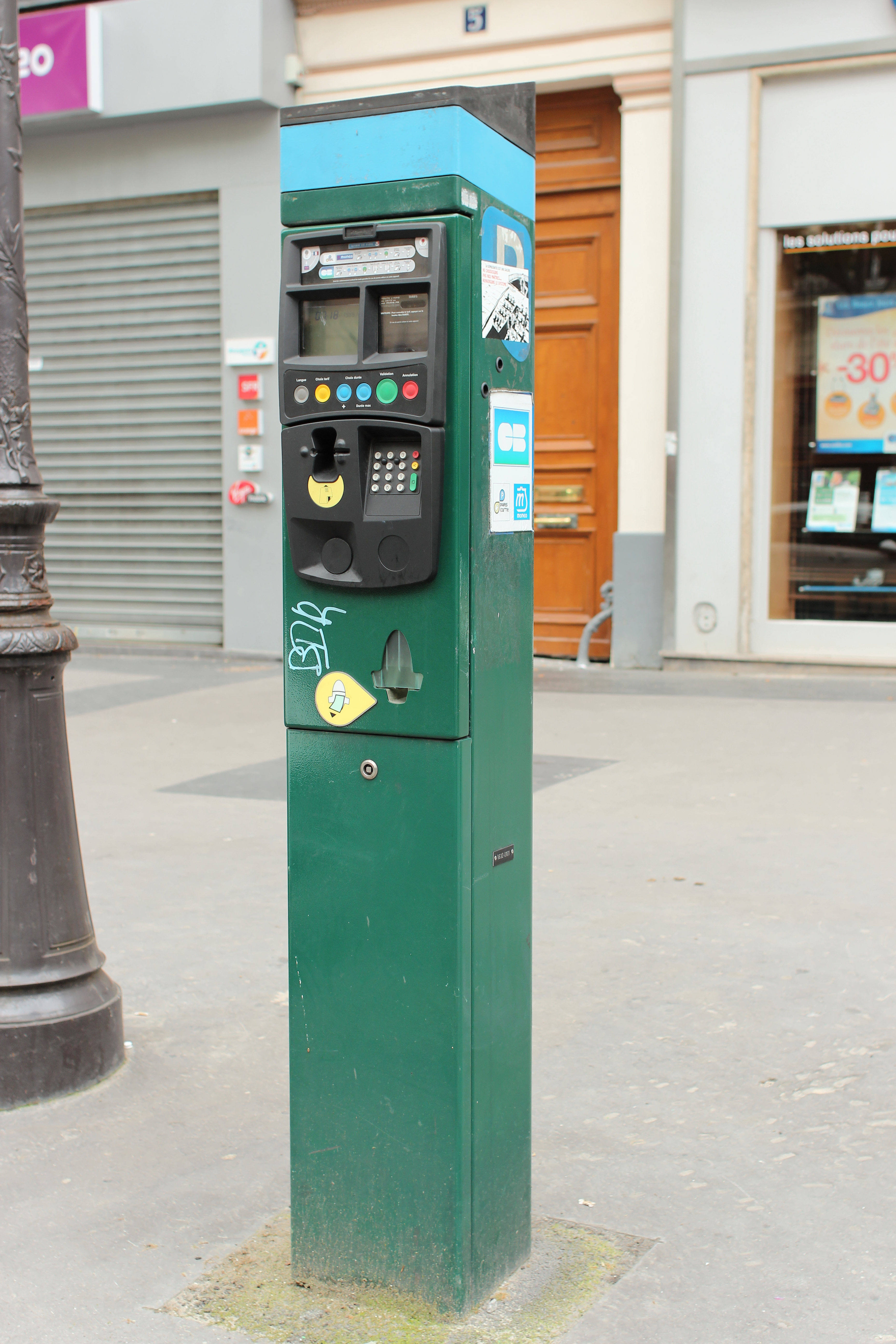
Horodateur à Paris.

On distingue deux types de paiement pour le stationnement horaire : le paiement à l’horodateur avec des moyens dits classiques et le paiement à distance par mobile ou internet. (Il est par ailleurs possible dans de nombreuses villes d'acheter un abonnement résidentiel ou un forfait mensuel, par internet ou à un guichet ; ce dernier peut alors accepter différents moyens de paiement, y compris les chèques et les espèces.)
À l’horodateur
Les moyens classiques sont :
- les espèces,
- la carte de paiement (avec ou sans contact),
- la carte Moneo (anciennement),
- les cartes « ville » (prépayées).

À distance
En France, des solutions de paiement du stationnement à distance sont déployées dans certaines villes. À Paris, il est possible de payer par téléphone mobile en indiquant un numéro affiché sur l'horodateur. À Issy-les-Moulineaux, il est possible d’acheter un ticket de stationnement dématérialisé par téléphone sans se déplacer à l’horodateur.
Les moyens d’accès sont les suivants :
- le serveur vocal,
- Internet mobile,
- Internet.

Le paiement du stationnement par téléphone est très développé en Amérique du Nord, à Vancouver, San Francisco ou encore Miami, et au Royaume-Uni, à Londres, Manchester, ou encore Birmingham. Les agents de contrôle sont alors équipés de PDA pour contrôler la validité des tickets dématérialisés.
Strasbourg fait partie des premières villes de France à adopter le système de paiement dématérialisé du stationnement, alors que la France compte 37 villes clientes de ce service.
Le paiement par téléphone a pour objectif de faciliter l'acte de paiement. Il permet aussi de récupérer et d'archiver des statistiques plus précises de stationnement, notamment sur les paiements, les montants, la durée, la localisation. Ces bases de données sont gérées par les sociétés Parcus et Whoosh.

## Aménagements
Une place de stationnement coûte en 2001 entre en surface entre 15 000 et 20 000 francs (entre 2 300 et 3 000 euros environ), et en ouvrage entre 70 000 et 200 000 Francs (entre 11 000 et 30 000 euros environ).
Les villes du territoire « France entière » comptent 3 millions de places de stationnement, dont 50% en voirie et 50% en ouvrages.

## Libéralisation du stationnement payant sur voirie
À Paris, 140 000 places de stationnement payant de surface doivent être données en gestion à une société privée. Toutefois, cette délégation sera découpée en trois lots, la mairie socialiste souhaitant éviter la création d'un monopole : « Un même gestionnaire ne pourra remporter plus de deux lots, car je tiens à éviter toute situation de monopole à l’échelle de la capitale. »
À Paris, le vote[Où ?] a conduit à 74 voix pour (socialistes et radicaux de gauche), 68 contre (communistes, Parti de gauche et Les Républicains) et 13 abstentions (écologistes).
Ce système se pratique déjà dans 130 villes et communes belges.
Au 1er janvier 2018, environ 13 000 emplacements de stationnement seront délégués à des sociétés privées à Montpellier, à l'occasion de la réforme législative du stationnement. Il s'agit donc d'une forme de libéralisation économique du stationnement.
Cette loi est présentée comme une loi de dépénalisation et de décentralisation du stationnement :
- dépénalisation : l'amende pour infraction au stationnement payant disparait au profit d'une redevance domaniale d'occupation du domaine public
- décentralisation : le montant de l'ex-amende ne sera plus fixé à 17 euros au niveau national, mais décidé librement par chaque commune[40].

Elle permet en outre à la collectivité territoriale qui a instauré le stationnement payant d'en confier le contrôle à un tiers (public ou privé).
En France, différentes technologies sont utilisées pour le stationnement, notamment par Indigo, société délégataire de service public de Toulouse et d'autres villes du monde :
- Identification grâce à la carte d'identité ou à la plaque d'immatriculation du véhicule « sans contact ».
- services disponibles sur mobile (réservation et paiement)
- numérisation du service et la mise en place d'une plateforme numérique à disposition des clients[42].

En 2017, Effia, une filiale de la SNCF gère 115 000 places de stationnement en France, majoritairement en parcs de stationnement mais aussi sur voirie.
Au 1er janvier 2018, les forfaits de post-stationnement entrent en vigueur et peuvent être gérées par des prestataires privés. Ce sont les municipalités qui percevront directement l'essentiel des montants.

### Prix à Paris
| Pour des raisons techniques, il est temporairement impossible d'afficher le graphique qui aurait dû être présenté ici. |
| Source : Capital. |

### Prix en Europe
| Pour des raisons techniques, il est temporairement impossible d'afficher le graphique qui aurait dû être présenté ici. |
| Source Capital. |

À partir du 1er janvier 2018, un PV coutera 50 euros dans la zone centrale de Paris.

## Recouvrement
En France, la ville de Paris est moins efficace pour recouvrir les sommes dues : moins de 10 % des redevables payent les sommes dues contre près de 15 % en 2014. D'après la Cour des comptes, ce faible taux de recouvrement s'explique en partie par l'organisation des ASP qui n'est pas dépendante de la mairie mais de la préfecture. Toutefois, avec la loi « Paris » en 2018, les ASP seront transférés à la mairie pour lutter contre les incivilités plutôt que le stationnement.
D'après la cour des comptes, le taux de paiement des places de stationnement en France est de 35% contre 90% en Espagne.